# تطور الحشرات

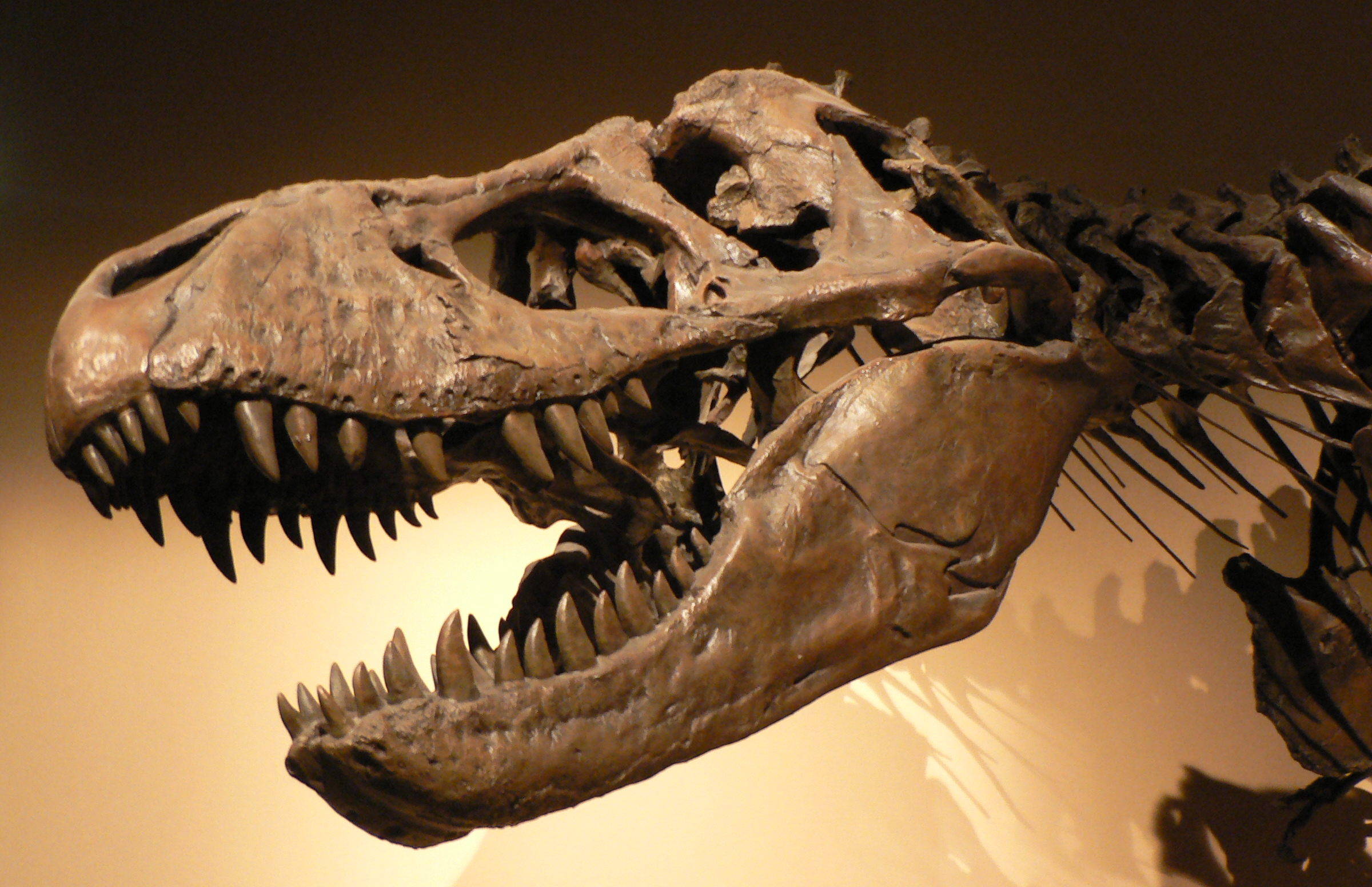

يرتكز فهمنا عن تطور الحشرات على دراسات في الفروع العلمية التالية: علم الأحياء الجزيئي ومورفولوجيا الحشرات وعلم الحفريات وتصنيف الحشرات والتطور وعلم الأجنة والمعلوماتية الحيوية والحوسبة العلمية. ويُعتقد أن الحشرات نشأت على الأرض منذ نحو 480 مليون سنة في العصر الأوردوفيشي، وهو الوقت الذي ظهرت فيه النباتات الأرضية. تطورت الحشرات من مجموعة القشريات، وكانت الحشرات الأولى أرضية، وطورت سلالة واحدة من الحشرات قدرتها على الطيران منذ 400 مليون سنة –أي في العصر الديفوني –وكانت أول نوعٍ من الحيوانات الطائرة.
يُفترض أن أقدم مستحاثة تعود للحشرات هي Rhyniognatha hirsti، والتي يُقدر عمرها بـ 400 مليون سنة. لكن هوية تلك الحشرة كانت محط جدل واعتراض واسع. مرت الأرض بظروف مناخية متغيرة بشكل جذري، وتنوعت نتيجة لذلك أصناف الحشرات التي عاشت عليها. أي مرّت الجناحيات (وهي حشرات مجنحة) مثلاً بتشعبٍ تكيفي كبير في العصر الفحمي (أي قبل 356 مليون إلى 299 مليون سنة)، بينما مرّت داخليات الأجنحة (وهي حشرات تمر بمراحل حياة مختلفة مع التحول) بتشعب تكيفي آخر في العصري البرمي (أي قبل 299 مليون إلى 252 مليون سنة).
تطورت معظم رتب الحشرات خلال العصر البرمي. وانقرضت معظم المجموعات الأولى خلال انقراض جماعي حصل في العصر البرمي الثلاثي، وهو أكبر انقراض جماعي في تاريخ الأرض حصل قبل نحو 252 مليون سنة. تطور الناجون من هذا الحدث في العصر الترياسي (منذ 252 إلى 201 مليون سنة) إلى زمر الحشرات الحديثة التي نعرفها اليوم. وظهرت معظم فصائل الحشرات الحديثة في العصر الجوراسي (منذ 201 إلى 145 مليون سنة مضت).
هناك مثالٌ مهم عن التطور المشترك، حيث تطور عددٌ من مجموعات الحشرات الناجحة جداً –وخاصة غشائيات الأجنحة (كالدبابير والنحل والنمل) وحرشفيات الأجنحة (كالفراشات)، بالإضافة إلى أنواعٍ أخرى من ذوات الجناحين (كالذباب) والخنافس –جميعها تطورت بالتزامن مع ظهور كاسيات البذور خلال العصر الطباشيري (منذ 145 مليون إلى 66 مليون سنة).
تطورت معظم أجناس الحشرات خلال حقبة الحياة الحديثة، والتي بدأت منذ 66 مليون سنة: أصبحت معظم الحشرات في تلك الفترة محفوظة في العنبر، وغالباً في ظروف ممتازة. ويفيد ذلك بإجراء مقارنة بين هذه العينات والأجناس الحديثة، ولوحظ أن معظمها من أجناس لا زالت موجودة حتى اليوم.

## المستحاثات
ليست مستحاثات الحشرات مجرد انطباعات تركتها فقط، بل توجد أيضاً في أشكال أخرى عديدة. فالأجنحة مثلاً مستحاثات شائعة، فهي لا تتحلل أو تهضم بسهولة، وهو السبب وراء قيام الطيور والعناكب بترك الأجنحة بعد التهام بقية أجزاء الحشرة. تُحفظ الفقاريات الأرضية تماماً كما تُحفظ البقايا العظيمة (أو القوالب غير العضوية منها)، ويُستبدل عادة العظم الأصلي بأباتيت معدني، ويُعثر أحياناً على فقاريات مجمدة أو محنطة، لكن عمرها لا يتعدى عدة آلاف من السنين، على عكس مستحاثات الحشرات، والتي تُحفظ على هيئة نسخٍ متطابقة ثلاثية الأبعاد متمعدنة ومتفحمة ومحتواة في العنبر أو ضمن بعض المعادن. هناك أدلة أحفورية وفيرة عن سلوك الحشرات المنقرضة، كالأضرار التي لحقت بالأحفوريات النباتية والخشب نتيجة تغذي الحشرات عليها، بالإضافة إلى كريات البراز والأعشاش في التربة الأحفورية. بينما نستدل على سلوك الديناصورات مثلاً عن طريق آثار الأقدام والكوبروليت (البراز المتحجر).

## تاريخ تطوري
ظهرت معظم فصائل الحشرات الحديثة في العصر الجوراسي، وحدث التنوع في الأجناس بشكل كبير في العصر الطباشيري. أما في العصر الثالث، وُجدت أجناس يمكن اعتبارها حديثة. ونستطيع التؤكد من ذلك بواسطة الحشرات المحفوظة في العنبر والتي تعود لأجناس لا زالت موجودة حتى اليوم. تنوعت الحشرات منذ 100 مليون سنة تقريباً، وكوّنت بذلك الأشكال الأساسية للحشرات الحديثة.
لم تترك الحشرات سجلاً أحفورياً قوياً، مقارنة مع الكائنات الحية الأخرى بالطبع. حيث حُفظت معظم هذه الحشرات الأرضية في ظروفٍ خاصة جداً، على حواف البحيرات العذبة مثلاً. أما تلك المحفوظة في العنبر، فعمرها محدود جداً. وذلك لأن الأشجار لم تتطور كفاية لإنتاج الراتينج (مادة صمغية) بكميات هائلة حتى وقتٍ متأخر تلا ظهور الحشرات القديمة. إن ثلث أصناف الكائنات المعروفة (باستثناء الحشرات) تملك مستحاثات منقرضة، بينما لا تشكل مستحاثات الحشرات المنقرضة سوى 1 بالمائة من أصناف الحشرات المعروفة، وذلك بسبب ندرة سجلها الأحفوري.

### العصر الديفوني
كان العصر الديفوني (قبل 419 إلى 359 مليون سنة) حقبة دافئة نسبياً. ويُعتقد أن الأنهار الجليدية لم تكن موجودة في تلك الفترة. وأهم ميزات تلك الحقبة هي إعادة بناء درجة حرارة سطح البحر المداري بواسطة أباتيت مخروطيات الأسنان، لتبلغ درجة الحرارة 30 درجة مئوية وسطياً في العصر الديفوني المبكر.
وانخفضت مستويات غاز ثنائي أكسيد الكربون بشكل حاد خلال تلك الحقبة، حيث أدى دفن الغابات المتطورة حديثاً إلى استخلاص الكربون من الجو وتحويله إلى رواسب، ويتضح أثر ذلك في انخفاض درجات الحرارة إلى 5 درجات مئوية في منتصف العصر الديفوني. أما في العصر الديفوني المتأخر، فعادوت درجات الحرارة إلى الارتفاع وأصبح مناخ تلك الحقبة دافئاً ومماثلاً لما كان عليه في العصر الديفوني المبكر، بالرغم من عدم وجود دليل على زيادة مماثلة في تركيز ثنائي أكسيد الكربون، إلا أن التجوية القارية قد ازدادت (وهو أمر ناتج عن ازدياد درجات الحرارة). كما تُشير دلائل أخرى، كالتوزع النباتي مثلاً، إلى ارتفاع درجات الحرارة في العصر الديفوني المتأخر.
تشكلت قارة أوراميركا Euramerica (أو لوراسيا Laurussia) في العصر الديفوني المبكر نتيجة تصادم وتلاحم قارتي بلطيقيا ولورنتيا، وأدى هذا الحدث إلى نشوء المنطقة الجافة طبيعياً على طول مدار الجدي. حيث تشكلت الأخيرة في العصر الباليوزي، كما هو الحال في الوقت الحاضر، من خلال التقارب الحاصل بين حركتين جويتين هائلتين، هما حجيرة (أو خلية) هادلي وحجيرة فيريل.
إن أقدم حفرية عُثر عليها تعود لـ Rhyniognatha hirsti من العصر الديفوني، ويقدر عمرها بـ 407 إلى 396 مليون سنة. يمتلك هذا الصنف لقمتين مفصليتين في الفك السفلي، وتلك ميزة متعلقة بالحشرات المجنحة، مما يشير إلى تطور الأجنحة مسبقاً في ذلك الوقت. لذا ربما ظهرت الحشرات الأولى في وقت مبكرٍ، في العصر السيلوري مثلاً. وكالعديد من الحشرات الأخرى في تلك الفترة، من المفترض أن Rhyniognatha كانت تتغذى على الأوراق البوغية للنبات –وهي موجودة على أطراف الفروع وتحمل مباغات، وهي الأعضاء المنتجة للأبواغ. ويعطينا تشريح الحشرة دلائل عن غذائها، فكان لتلك المخلوقات فكوكاً سفلية كبيرة، أي ربما ساعدتها على اصطياد فرائسها.
وجد الباحثون عام 2012 أول حشرة كاملة من العصر الديفوني المتأخر (أي منذ 382 إلى 359 مليون سنة) في Strud ضمن بلدية Gesves في بلجيكا، تعود للمرحلة الثانية (الفامينية) من فترة العصر الديفوني المتأخر. تمتلك هذه الحشرة أجزاءً فموية «لمفصليات الأجنحة» غير متخصصة، ويدل ذلك على نظامٍ غذائي قارت (أي أن غذائها متنوع وتلتهم أي شيء). تبدو أجزاء الجسم والساقين وقرون الاستشعار مرئية، لكن الأعضاء التناسلية ليست محفوظة. أطلق اسم Strudiella devonica على هذا الصنف من الحشرات. وهي لا تحمل أجنحة، لكنها على الأرجح كانت صغيرة في السن.

### العصر البرمي
يعدُّ العصر البرمي فترة قصيرة نسبيَّاً كانت فيها كلُّ قارات الكرة الأرضيَّة ملتحمة في كتلة واحدة تعرف بقارة بانجيا Pangea مع وجود محيط كبير واحد، في نهاية العصر البرمي حدث أكبر انقراض جماعي في التاريخ، وخلاله انقرضت 30% من جميع أنواع الحشرات في العالم وهو واحد من ثلاثة انقراضات جماعيَّة معروفة في تاريخ الأرض.
أشارت دراسة أجريت عام 2007 على الحمض النووي للخنافس الحيَّة أنَّها ربَّما تكون قد نشأت خلال بداية العصر البرمي القديم (حوالي 299 مليون سنة)، ولكنَّ تحليل أحفورة خنفساء تمَّ اكتشافها في بنسلفانيا عام 2009 دفع للاعتقاد بأنَّ أصل الخنافس يعود لتاريخ أسبق ، لاحقاً تمَّ العثور على أحافير مشابهة في مناطق مختلفة من آسيا وأوروبا أشهرها موقع قرب ماينز في ألمانيا وموقع آخر في جبال الأورال الروسيَّة، كانت أقارب الصراصير البدائيَّة Blattoptera هي أكثر الحشرات انتشاراً ونجاحاً في هذا العصر بفضل ستة أرجل سريعة وجناحين متطوِّرين جيداً وعيون جيدة الرؤية وجهاز هضمي وجنسي مُتلائم مع البيئة بالإضافة لهيكل عظمي قوي، كلُّ ذلك أعطاها مزايا هائلة وأفضليَّة على كثيرٍ من الحيوانات العاشبة الأخرى، وهذا ما يُفسِّر أنَّ 90% من الحشرات في هذا العصر كانت تشبه الصراصير، وكان اليعسوب الذي ظهر في العصر البرمي هو مفترس الحشرات الجوي المُسيطر وربَّما هيمن أيضاً على افتراس الحشرات الأرضيَّة.

### العصر الترياسي
كان العصر الترياسي (من 252 إلى 201 مليون سنة) هو الفترة التي تطوَّرت فيها أعشاب السافانا وظهرت أول الديناصورات والثدييات، في هذا العصر كانت كتلة الأرض كلها لا تزال متركِّزة في بانجيا مع أنَّ شبه القارة الهندية بدأت تتصدع وتبتعد عن بانجيا لكنها لم تنفصل بعد، كان مناخ العصر الترياسي عموماً حارَّاً وجافَّاً ولا يوجد أي أدلة على وجود جليد في قطبي الأرض بل على العكس كانت المناطق القطبيَّة رطبة ومعتدلة وهو مناخ مناسب للكائنات التي تشبه الزواحف، في هذا العصر ونتيجة انقراض الحشرات سابق الذكر لا يوجد سوى القليل من المستحاثَّات وسجلَّات الأحافير الخاصَّة بالحشرات بما فيها الخنافس، ومع ذلك هناك بعض الاستثناءات كما هو الحال في بعض المواقع التي عثر عليها في مناطق أوروبا الشرقيَّة، تشير العينات المأخوذة من هذه المواقع لظهور خنافس الماء المفترسة وحشرات السوس الأولى وأنواع جديدة من الخنافس التي لا تظهر أي اختلاف ملحوظ عن أنواع الخنافس الحديثة والتي لا تزال موجودة حالياً، بالإضافة لذلك ظهرت في هذا العصر وللمرة الأولى أدلَّة على وجود تنوُّع في حشرات المياه العذبة.

### العصر الجوراسي
يمتدُّ العصر الجوراسي (من 201 إلى 145 مليون سنة) ويعتبر فترة مهمَّة جداً في تطوُّر الطيور والتي هي بدورها تُشكِّل واحدة من الحيوانات المفترسة الرئيسيَّة للحشرات، وتميَّز هذا العصر بمناخه الدافئ والرطب على غرار العصر الترياسي ولم تتواجد فيه أي طبقات جليديَّة في القطبين، وعلى الرغم من أنَّ مساحات واسعة من أمريكا الشمالية والجنوبيَّة وإفريقيا ظلَّت جافَّة في هذا العصر ولكنَّ بعض المناطق في هذه القارات كانت خضراء، واختلفت النباتات والحيوانات الموجودة في هذا العصر اختلافاً كبيراً عن العصر الترياسي وبدأ انتشار العديد من أنواع الحيوانات عبر قارات العالم.
تمَّ العثور على أكثر من 150 موقع تحتوي مستحاثَّات للخنافس وتعود للعصر الجوراسي يقع معظمها في أوروبا الشرقيَّة وشمال آسيا، في حين أنَّ مثل هذه المواقع نادرة في الأمريكيِّيتين، خلال العصر الجوراسي كانت هناك زيادة هائلة في تنوُّع الحشرات غمديَّة الجناح، وهذا يشمل ظهور وتطوُّر الأنواع آكلة اللحوم والأنواع العاشبة أيضاً، في نهاية العصر الجوراسي تناقصت أعداد الحشرات اللاحمة ولكن في المقابل زاد عدد وتنوُّع الحشرات النباتيَّة بشكلٍ مدهش.

### العصر الطباشيري
يمتدُّ العصر الطباشيري من 145 إلى 66 مليون سنة، وكانت الحشرات الموجودة فيه هي نفس الحشرات التي عاشت في أواخر العصر الجوراسي، وفي هذا العصر استكملت قارة بانجيا العملاقة انفصالها إلى القارات الموجودة اليوم على الرغم من أنَّ مواقعها كانت مختلفة تماماً في ذلك الوقت، وتشكَّل المحيط الأطلسي والهندي ورفعَ الصدع الموجود في أسفل المحيط الأطلسي سلاسلاً من الجبال الكبيرة النشطة تحت سطح البحر ممَّا رفع مستويات البحر في جميع أنحاء العالم وغمرت المياه ثلث مساحة اليابسة الحالية، ومع اتسَّاع المحيط الأطلسي استمرَّ وجود الكائنات الحيَّة المتشابهة على جانبيه الإفريقي والأمريكي، وفي نهاية العصر الطباشيري حدث تحوُّل مناخي نحو البرودة وهناك أدلَّة على أنَّ تساقط الثلوج كان شائعاً في المناطق القطبيَّة وما حولها وأصبحت المناطق المداريَّة أكثر رطوبة مما كانت عليه في العصر الترياسي والجوراسي.
هناك عدد كبير من مواقع المستحاثَّات الهامة في جميع أنحاء العالم تحتوي خنافس تعود للعصر الطباشيري، معظمها يوجد في مناطق المناخ المعتدل من أوروبا وآسيا، بالإضافة إلى مواقع أخرى في في البرازيل وإسبانيا وأستراليا تحتوي مستحاثَّات حشرات متنوعة، في هذا العصر تناقصت أعداد وأنواع بعض الحشرات مقابل زيادة أنواع أخرى، وفيه أيضاً ظهرت الخنافس الأرضيَّة المفترسة Carabidae لأول مرَّة وزاد تنوُّع خنافس Buprestidae لأنَّها كانت المستهلك الرئيسي للخشب ولحاء الأشجار المتوافر بكثرة، في حين أن الخنافس ذات القرون الطويلة Cerambycidae كانت نادرة نسبيَّاً ولم تحصل زيادة ملموسة في أعدادها إلَّا في نهاية العصر الطباشيري، يُعتقد أنَّ الكثير من هذه الحشرات وخصوصاً الخنافس كانت تعيش على براز الديناصورات العاشبة، ولا يزال هناك نقاش حتى الآن فيما إذا كان تطوُّر الخنافس مُرتبطاً بتطوُّر الثدييات.

## أصل الحشرات الطائرة
لا يزال منشأ الحشرات الطائرة غامضاً حتى الآن، كان لبعض الحشرات المنقرضة زوج إضافي من الأجنحة يرتكز على الجزء الأول من الصدر ليصبح المجموع ثلاثة أزواج من الأجنحة، يعتقد البعض أنَّ الأجنحة نفسها قد تطوَّرت من الخياشيم وربَّما يكون الدافع وراء هذا الاعتقاد هو التشابه الشكلي بينهما عند عدد من الحشرات كالذباب مثلاً، فعند مقارنة زوج من الخياشيم المتطورة جيِّداً عند حوريَّات الذباب وزوج من الأجنحة الخلفيَّة عند حشرات الذباب البالغة ليس من الصعب التخيُّل أنَّ الخياشيم والأجنحة لها أصل مشترك، كما أنَّ العديد من الأبحاث الحديثة تدعم ذلك أيضاً، ولكن حتى الآن لم يتم العثور على أدلَّة قاطعة من السجل الأحفوري لتأكيد ذلك.
توجد حاليَّاً العديد من النظريَّات التي تُفسِّر ظهور الحشرات الطائرة أشهرها تلك التي تعتمد على ظهور الغابات الأولى على سطح الأرض والتغيُّرات التي رافقت هذا الحدث، حيث اضطَّرت العديد من الحشرات ومفصليَّات الأرجل لتطوير هياكل مقترنة مع الجذع واستخدمتها للتزحلق أو التنقل، هذه الهياكل نفسها هي التي تطوَّرت لتصبح أجنحة عند حشرات المستقبل بعد تعرُّضها لضغوط تطوريَّة تتعلق بالغذاء على وجه التحديد، من الأسئلة الهامة المطروحة في هذا الصدد هل هذه البنى الهيكليَّة قد تطوَّرت من الصفر أو عن طريق تعديل بعض التفاصيل التشريحيَّة الموجودة مُسبقاً عند الحشرات خصوصاً وأنَّ لبعضها هياكل ترتبط بالصدر وتتشابه شكلياً مع أجنحة الحشرات البدائيَّة، وهل تمَّ تطوير هذه الأجنحة على الأرض أو في الماء أو عند الحشرات التي كانت تعيش في أعالي الأشجار وتتغذى على أزهارها.